# فيسوستيغمين
فيسوستيغمين ، الذي يباع تحت الاسم التجاري أنتيليريوم من بين أسماء أخرى، هو دواء يستخدم لعكس تأثيرات مضادات الكولين ولعلاج الرنح الوراثي بما في ذلك رنح فريدريك. يُعطى عمومًا عن طريق الحقن في الوريد أو العضلات.
تشمل الآثار الجانبية الشائعة له؛ الغثيان وآلام المعدة وصغر حجم بؤبؤ العين والتعرق وضيق التنفس. قد تشمل الآثار الجانبية الأخرى؛ النوبات، والتشنج القصبي، و الأزمة الكولينية، والانقباض . السلامة أثناء الحمل غير واضحة عند تناوله. وهو مثبط للكولينستراز.
عُزِل فيسوستيجمين في الأصل من فول كالابار . ونُوقِشت طريقة استخداماته الطبية في أطروحة توماس ريتشارد فريزر من جامعة إدنبرة عام 1862. اُنتج لأول مرة في عام 1935 بواسطة بيرسي لافون جوليان. وفي الولايات المتحدة تبلغ تكلفة 2 ملغ حوالي 80 دولارًا أمريكيًا اعتبارًا من عام 2021.